# Жак д'Артуа
Жак д'Артуа (фр. Jacques d'Arthois, 12 жовтня 1613, Брюссель — 1686, Брюссель) — фламандський живописець і проектувальник гобеленів. Малював переважно лісові пейзажі з фігурами. Роботи Ж. д'Артуа присвячені переважно Суаньському лісу. Жак д'Артуа був впливовим художником і одним з небагатьох брюссельських пейзажистів 17 століття, чия слава збереглася в наступні століття, оскільки його стиль наслідували багато інших художників-пейзажистів.

## Біографія
Жак д'Артуа народився 12 жовтня 1613 року в Брюсселі. У віці 11 років почав навчання у Я. Мартенса, художника, чиї праці невідомі. Згодом зазнав впливу пейзажистів свого часу Д. ван Аслоота і особливо Лодевейка де Ваддера. 1635 року д'Артуа став головою брюссельської гільдії художників — гільдії Святого Луки. 1655 року міський магістрат визнав його художником гобеленів замість Л. де Ваддера. Протягом своєї понад як п'ятидесятирічної творчої праці митець отримував численні замовлення від релігійних громад.
Жак д'Артуа мав 6 учнів.

## Творчість

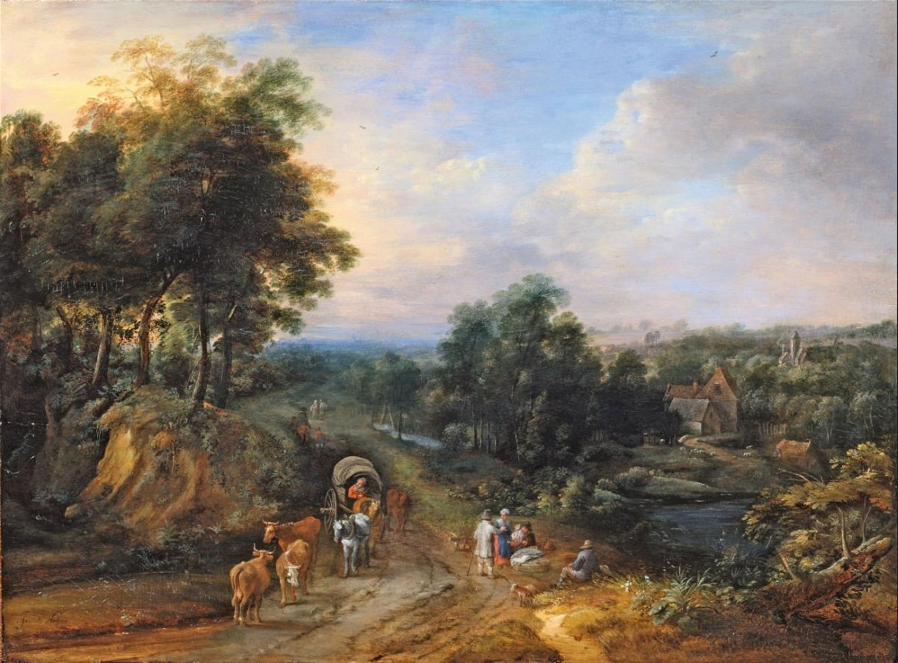
Широкий пейзаж з візком і фігурами.

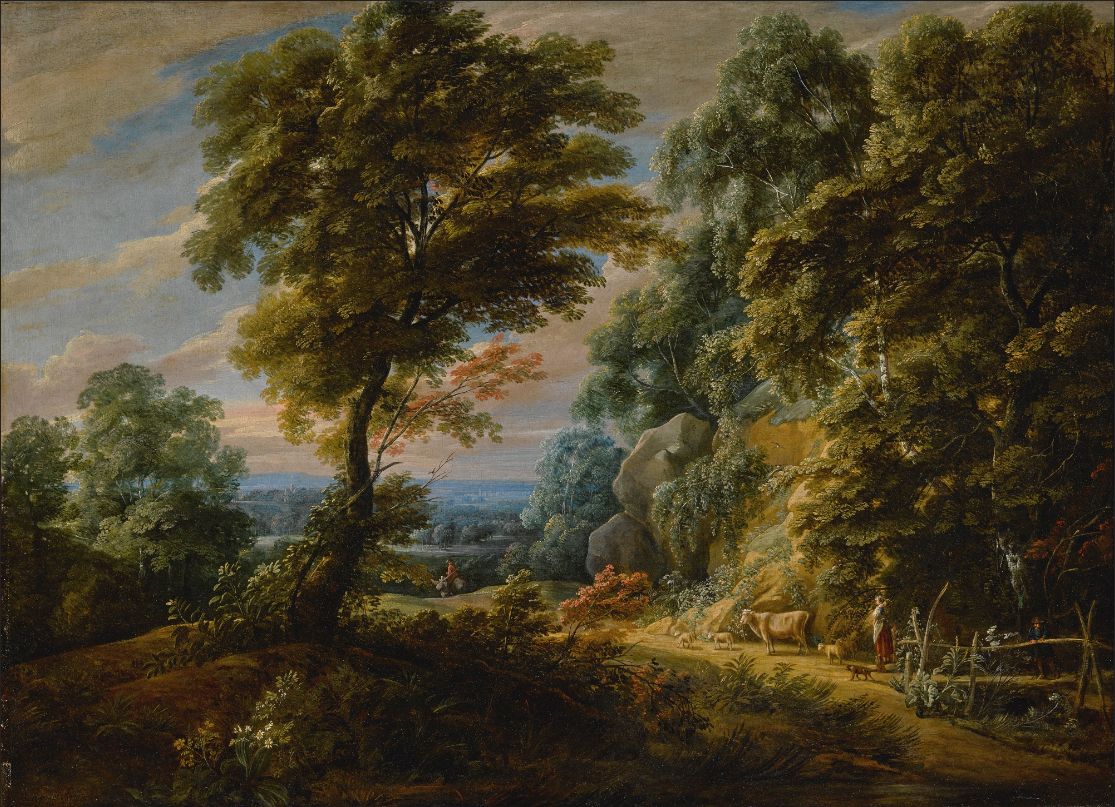
Лісистий ландшафт з пастушками. Ймовірно, на краю Суаньського лісу.

Твори Жака д'Артуа представляють переважно пласкі місцевості брюссельських околиць, вони відзначаються різномаїттям і теплотою тонів, ефектністтю освітлення. Фігури на його картинах нерідко писані Г. де Крайєром, Я. Боутом, Г. Зегерсом, Д. Тенірсом молодшим.

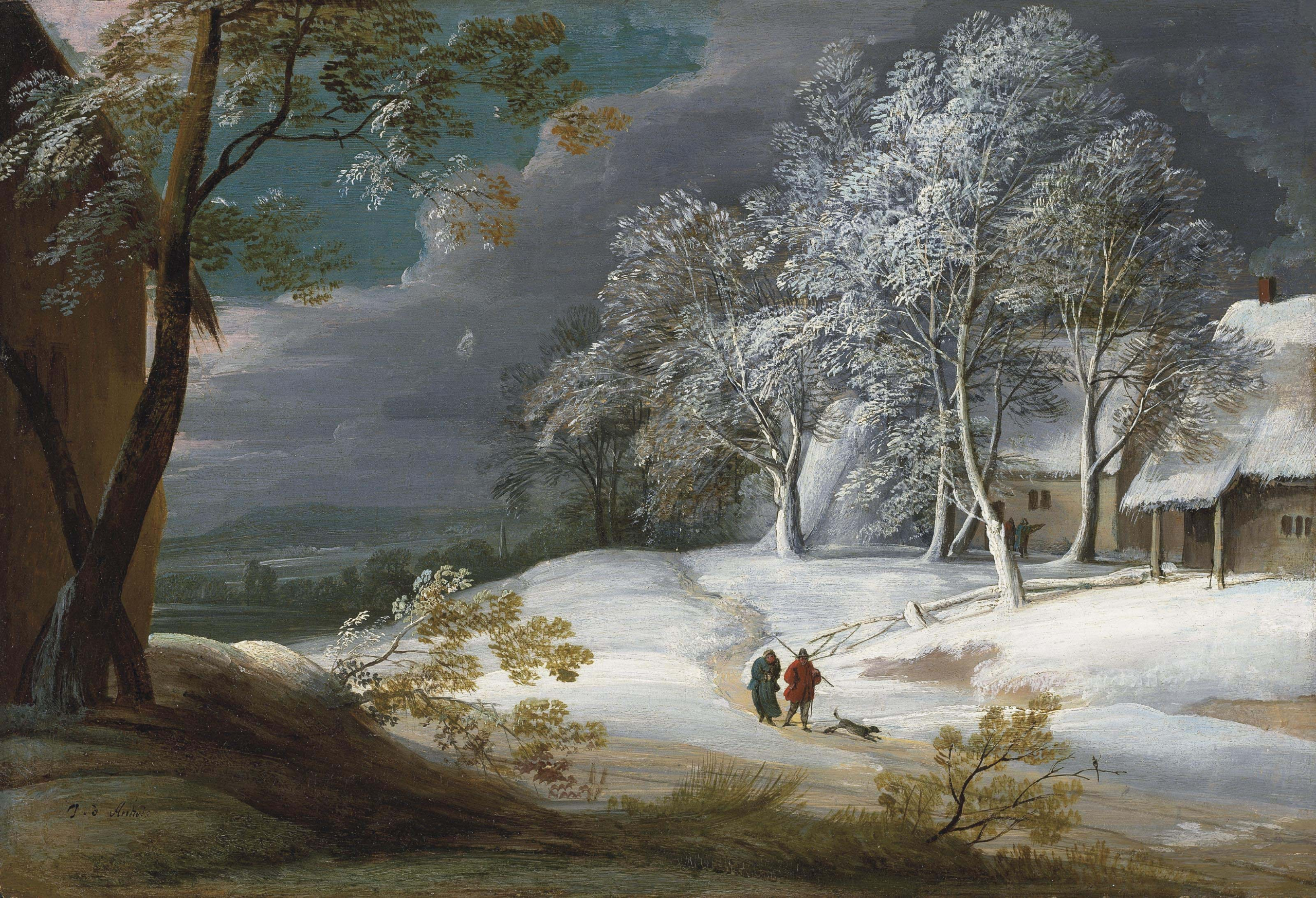
Зимовий пейзаж з фігурами.

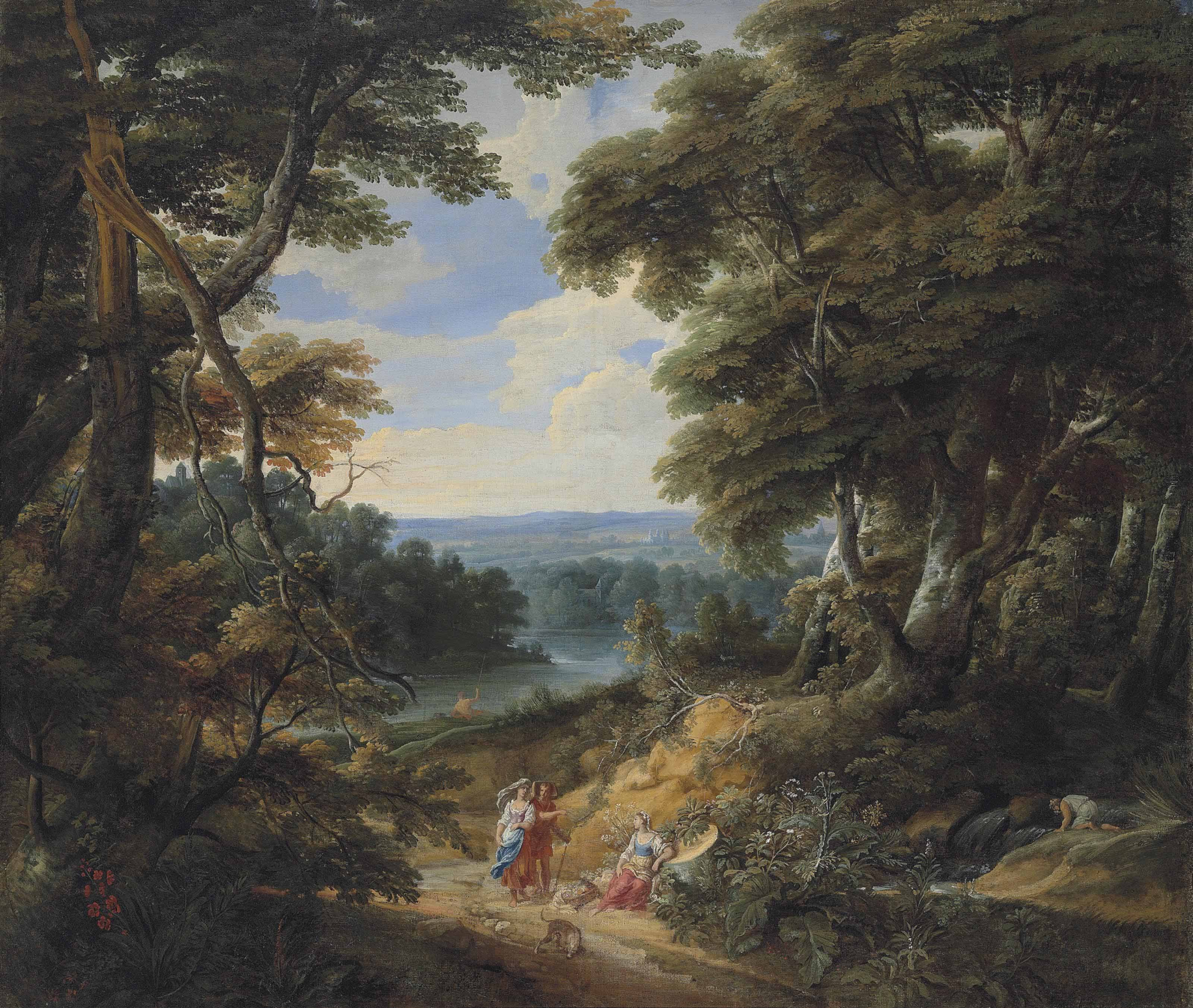
Пейзаж.

Більшість його праць присвячено зображенню Суаньського лісу, розташованого біля Брюсселя. Датованих робіт мало, тому на цій основі важко визначити точну еволюцію його стилю. Тим не менш, на основі гравюр, виконаних В. Холларом близько 1650 року, видно, що ранні роботи художника дуже схожі на картини Луї де Ваддера: злегка навантажений передній план, піщана доріжка, що йде навскіс, досить компактні скупчення дерев. Після цієї дати можна припустити, що митець звернувся до більш складної схеми композиції, де пейзажі втрачають у реалізмі те, що вони набувають у декоративній величі. Пейзаж розширюється, а широкі й потужні форми підкреслюються еонтрастими кольорів. На передньому плані багато рослин з іноді яскравими квітами. Другий план зазвичай займають масиви кордубатих дерев із покрученими стовбурами та широко розкинутими гілками. Тло, яке часто видно з висоти пташиного польоту, відкриває перспективи на сільську місцевість Брабанта. Ставки та річки часті на картинах художника. Для того, щоб підкреслити колористичний ефект композиції, світло часто надходить ззаду на лицьову сторону, що дозволяє сонячним променям грати крізь листя і протиставляти дерева на передньому плані тим, що знаходяться на задньому плані і освітлені спереду. Щоб урізноманітнити свою палітру в зображенні листя д'Артуа віддає перевагу більш нюансованим літнім і осіннім кольорам. Крім того, якщо більшість дерев — дуби чи буки, він не вагаючись, вміло розташовує кілька берез зі звислими гілками, щоб освітлити домінантні форми та кольори.